# Cuando los ángeles lloran
Cuando los ángeles lloran es el título del cuarto álbum de estudio (octavo en general) grabado por la banda de rock en español mexicana Maná, Fue lanzado al mercado por la compañía discográfica WEA Latina el 25 de abril de 1995, tras las exitosas giras realizadas por la banda en 1994 y 95.
La banda comenzó un largo período de ensayos y practicó nuevos arreglos que culminaron en su siguiente lanzamiento titulado Cuando los ángeles lloran (1995). La nueva grabación, lanzada tres años después de su anterior álbum ¿Dónde jugarán los niños?, se presentó al público simultáneamente en 21 países. Las ventas hicieron ganar al grupo discos de oro y platino en varios países, vendiendo alrededor de 4 millones de copias. La canción que da título al álbum es un homenaje al ecologista Chico Mendes, asesinado en Brasil el 22 de diciembre de 1988. Mendes era un seringueiro (recolector de caucho), sindicalista y ecologista brasileño que se opuso a la explotación incontrolada de los recursos de la selva del Amazonas y cuya lucha en defensa del medio ambiente y de los derechos de los seringueiros acabó costándole la vida.
Este es el primer trabajo de Maná en el que participa su nuevo guitarrista, Sergio Vallín, que comenzó a dar un nuevo brillo al sonido de la banda mexicana. El álbum, que supuso una clara evolución en las composiciones de Maná, se grabó entre Los Ángeles y Puerto Vallarta a lo largo de 1994, aunque su lanzamiento se pospuso a 1995. Los sencillos que arroparon el lanzamiento del álbum, Déjame entrar, No ha parado de llover y Como un perro tuvieron una gran repercusión en las emisoras de radio y los videos que los acompañaron recibieron numerosos premios por su calidad técnica y estética.
Gracias a este álbum, Maná obtuvo una enorme repercusión internacional, que se tradujo en una gran gira con 52 conciertos en 13 países diferentes, incluyendo su visita a España, donde llenaron la Plaza de Toros de Las Ventas, en Madrid.
Maná recibió, además, su primera nominación a los Grammy en 1996, como Mejor Interpretación de Pop Latino.

## Lista de canciones
Todas las letras escritas por Fher Olvera.
| N.º   | Título                      | Música                      | Duración |  |
| 1.    | «Como un perro enloquecido» | Fher Olvera · Álex González | 4:30     |  |
| 2.    | «Selva negra»               | Fher Olvera · Álex González | 5:47     |  |
| 3.    | «Hundido en un rincón»      | Fher Olvera                 | 5:58     |  |
| 4.    | «El reloj cucú»             | Fher Olvera                 | 5:04     |  |
| 5.    | «Mis ojos»                  | Fher Olvera                 | 4:54     |  |
| 6.    | «Ana»                       | Fher Olvera                 | 4:54     |  |
| 7.    | «Siembra el amor»           | Fher Olvera                 | 5:16     |  |
| 8.    | «Cuando los ángeles lloran» | Fher Olvera                 | 5:10     |  |
| 9.    | «Déjame entrar»             | Fher Olvera                 | 4:25     |  |
| 10.   | «No ha parado de llover»    | Fher Olvera · Álex González | 5:23     |  |
| 11.   | «Antifaz»                   | Fher Olvera · Álex González | 5:03     |  |
| 12.   | «El borracho»               | Álex González               | 4:45     |  |
| 60:53 |                             |                             |          |  |

## Créditos y personal
- Fernando Olvera - Voz principal, guitarra acústica, guitarra eléctrica, armónica.
- Álex González - Batería, percusión eléctrica, voz principal de «Como un perro enloquecido» y «El borracho», coros.
- Juan Diego Calleros - Bajo eléctrico.
- Sergio Vallín - Guitarra acústica, guitarra eléctrica, sitar coral, requinto.

## Invitados
- Juan Carlos Toribio - teclados, piano, Hammond B-3 de órganos
- Luis Conte - percusión
- David Hidalgo - acordeón en «El borracho»
- David Shamban - chelo en «Hundido en un rincón»
- Ramón Flores - bronce sobre el tema «Déjame entrar»
- Eric Jorgensen - bronce sobre el tema «Déjame entrar»
- Jene Burkert - bronce sobre el tema «Déjame entrar»
- Carlos David - de bronce en «Déjame entrar»

## En la cultura popular
El tema «Mis ojos» fue utilizado en un corto animado hecho en 2005 por pixel animaciones para el rellano.com donde se trata de un niño que no puede ver mientras canta el tema el vídeo se hizo viral y también por usarse en multiples dvd piratas que circulaban.